# Johann Friedrich Adolf von der Marwitz
Johann Friedrich Adolf von der Marwitz (* 24. März 1723 in Friedersdorf; † 14. Dezember 1781 in Berlin) war ein preußischer Generalmajor.

## Leben

### Herkunft
Johann Friedrich Adolf entstammte dem alten märkischen Uradelsgeschlechts von der Marwitz. Seine Eltern waren der Erbherr von Friedersdorf und Kapitän a. D. August Gebhard von der Marwitz (1695–1753) und dessen Ehefrau Helene Sophia, geborene von Loeben aus dem Hause Kunersdorf. Der spätere preußische Generalleutnant Gustav Ludwig von der Marwitz und der Hofmarschall Behrendt Friedrich August von der Marwitz waren seine Brüder.

### Militärkarriere
Im Alter von 17 Jahren wurde Marwitz im Regiment Gensdarmes der Preußischen Armee angestellt und brachte es im Laufe der Jahre zum Kommandeur dieses Regiments, das er in der Schlacht bei Zorndorf mit Auszeichnung führte. Danach wurde er zum Major befördert und erhielt den Orden Pour le Mérite. Er tat sich auch in der Schlacht bei Hochkirch hervor. Gegen Ende des Siebenjährigen Krieges eroberten die preußischen Truppen das kurfürstlich-sächsische Jagdschloss Hubertusburg in der Nähe von Leipzig. Marwitz bekam das Schloss von König Friedrich II. geschenkt, mit dem Auftrag, es gründlich zu plündern (dies sollte die Rache des Königs für die Plünderung des Schlosses Charlottenburg im Jahre 1760 durch Russen, Österreicher und Sachsen sein, bei der der König seine schöne Antikensammlung verlor). Auf die Aufforderung des Königs, das wertvolle Mobiliar wegzuschaffen, antwortete Marwitz, „es würde sich allenfalls für den Offizier eines Freibataillons schicken, nicht aber für einen Kommandeur Seiner Majestät Gensdarmes“ und ersuchte um Abschied aus der Armee. Friedrich schenkte das Schloss seinem Adjutanten Quintus Icilius, der es ausplünderte und verkaufte. Später gewann Marwitz den größten Teil der schönen Büchersammlung aus Hubertusburg dem Quintus Icilius in einem Kartenspiel ab.
Viele Jahre in Ungnade bei Friedrich II., erhielt Marwitz neue Anstellung erst im Bayerischen Erbfolgekrieg als Generalkriegskommissar des Königsbruders Prinz Heinrich von Preußen. Gegen Ende seines Lebens wurde er zum Generalmajor befördert. Bei der Erbteilung war ihm das Familiengut Friedersdorf zugefallen, er kümmerte sich aber wenig darum und verweilte in Berlin bei seinen Büchern und Gemälden. Er starb, wie sein Neffe schreibt, „völlig insolvent“, war aber „ein sehr braver und in großer Achtung stehender Soldat, ein feiner und sehr gebildeter Weltmann, ein großer Freund der Literatur und der Kunst“.
Johann Friedrich Adolf von der Marwitz starb unvermählt in Berlin im Jahre 1781. Auf seinen Grabstein in der Dorfkirche Friedersdorf (Vierlinden) ließ sein Neffe Friedrich August Ludwig von der Marwitz folgende Worte setzen: „Sah Friedrichs Heldenzeit und kämpfte mit ihm in all seinen Kriegen. Wählte Ungnade, wo Gehorsam nicht Ehre brachte.“ Damit drückte er seine Auffassung über die Freiheit des Adels aus, zu dienen und notfalls gegen den König oder ohne ihn handeln zu dürfen.
Allerdings hat Werner Meyer in seiner 2014 erschienenen Schrift über Hubertusburg-Marwitz bezweifelt, dass Marwitz einen Befehl des Königs, Schloss Hubertusburg zu plündern, verweigert habe und deswegen in Ungnade gefallen sei; im Lichte der Literatur, die sich teils als unrichtig, teils als wenig wahrscheinlich erweise, sei dies eher eine Legende als ein verbürgtes historisches Geschehen.
Marwitz war Rechtsritter des Johanniterordens.

## Bedeutung in der Folgezeit
Die Grabinschrift „Wählte Ungnade, wo Gehorsam nicht Ehre brachte.“ wird noch heute gerne von verschiedenen politischen Lagern benutzt, um die Entscheidung des Einzelnen über Befehl und Anordnung, als Gewissensentscheid gegen Despotismus, Obrigkeitsdenken und Gewaltherrschaft darzustellen. Insbesondere im Kreise der Verschwörer des 20. Juli wurde das Beispiel Marwitz oft genannt, um zu begründen, dass der Einzelne zuerst seinem Gewissen und dann erst seinem politischen Führer verantwortlich sei.

## Ehrung
Zu Ehren des Generals von der Marwitz hat sich der 83. Offizieranwärterjahrgang der Bundeswehr (2013) nach ihm benannt.